# Encoptolophus
Encoptolophus is een geslacht van rechtvleugeligen uit de familie veldsprinkhanen (Acrididae). De wetenschappelijke naam van dit geslacht is voor het eerst geldig gepubliceerd in 1875 door Scudder.

## Soorten
Het geslacht Encoptolophus omvat de volgende soorten:
- Encoptolophus costalis Scudder, 1862
- Encoptolophus fuliginosus Bruner, 1905
- Encoptolophus otomitus Saussure, 1861
- Encoptolophus sordidus Burmeister, 1838